# Сукин, Борис Иванович
Бори́с Ива́нович Суки́н — русский государственный и военный деятель, дьяк, воевода и «царский печатник», сын ясельничего Ивана Ивановича Сукина (ум. 1517). Представитель дворянского рода Сукиных. Брат — воевода, казначей и боярин Фёдор Иванович Сукин.

## Биография
Впервые Борис Иванович Сукин упоминается в 1542 году, когда с 1 по 23 марта был одним из четырёх приставов при польско-литовском посольстве в Москве. Приставы должны были следить за своевременной доставкой еды послам и наблюдать, чтобы с ними никто не разговаривал. При въезде послов в Москву приставы «уставливали» их на подворье. 6 марта по приказу великого князя московского польско-литовские послы прибыли к нему на аудиенцию, сопровождаемые приставами. Послы вместе с приставами обедали за великокняжеским столом в Золотой палате.
В феврале 1547 года Борис Иванович Сукин служил дьяком. Во время свадьбы царя Ивана Васильевича Грозного с Анастасией Романовной Захарьиной Б. И. Сукин вместе с В. Г. Захаровым был в казне великой княгини и у платья. Перед венчанием Борис Сукин шел за санями великой княгини и все три дня стоял у завтраков.
В ноябре 1548 года во время свадьбы удельного князя Юрия Васильевича Углицкого (младшего брата Ивана Грозного) с княжной Ульяной Дмитриевной Палецкой Борис Иванович Сукин «у ествы во все три дня у затраков стоял», вместе с Василием Григорьевичем Захаровым был в казне великой княгини и в хоромах.
В том же 1548 году Б. И. Сукин был в числе дьяков, которые сопровождали царя Ивана Васильевича в походе из Москвы «для казанского дела» во Владимир и в Нижний Новгород. Царица Анастасия Романовна была оставлена во Владимире, при ней состояли боярин Василий Юрьевич Малого и дьяк Борис Иванович Сукин.
В 1551 году по царскому указу Борис Иванович Сукин с служилыми татарами ходил в крепость Свияжск. В 1552 или 1553 году по распоряжению царя Ивана Грозного Б. И. Сукин построил н южной границе крепость Шацк на «Шатских воротах». В 1558 году находился на воеводстве в Чебоксарах.
В 1559 году во время ливонского похода Борис Иванович Сукин служил в передовом полку с казанскими «горними» и «луговыми» татарами. В 1562-1563 годах во время похода русской армии под предводительством царя Ивана Васильевича на Полоцк воевода Борис Иванович Сукин был у «наряду» с боярами князем Михаилом Петровичем Репниным и Михаилом Ивановичем Вороным-Волынским.
В 1563 году по царскому распоряжению Борис Иванович Сукин сопровождал в Белоозеро постриженную в монахини княгиню Ефросинью Андреевну Старицкую, мать удельного князя Владимира Андреевича.
В 1566 году Б. И. Сукин участвовал в Земской соборе в Москве, который принял решение продолжать войну против Великого княжества Литовского и Польского королевства. В соборной грамоте был написан после печатника, но отдельно от дьяков: «…а у бояр в суде яз Борис Иванович Сукин».
В феврале 1567 года в Александровскую Слободу к царю Ивану Васильевичу прибыло посольство от шведского короля Эрика XIV, желавшего заключить мирный договор с Русским государством. Король Швеции обязывался прислать в Россию Екатерину Ягеллонку, сестру польского короля Сигизмунда II Августа и жену своего младшего брата Юхана, которая должна была стать женой Ивана Грозного. Царь отправил на границу, чтобы встретить принцессу Екатерину, бояр Михаила Яковлевича Морозова, Ивана Яковлевича Чоботова, Бориса Ивановича Сукина и дьяка Андрея Щелкалова.
В 1572—1573 годах Борис Иванович Сукин занимал должность «печатника», то есть был хранителем царских печатей. В звании печатника участвовал в заседаниях Боярской думы.
Владел поместьями в Московском и Коломенском уездах.
Сын — Василий Борисович Сукин (ок. 1550—1612), стряпчий, дьяк, думный дворянин и воевода.